# Cucamba
Cucamba is een geslacht van zeekomkommers uit de familie Cucumariidae.

## Soorten
- Cucamba psolidiformis (Vaney, 1908)